# Club Deportivo Básico Rivas Futsal
El Club Deportivo Básico Rivas Futsal, conocido habitualmente como Rivas Futsal es un equipo de fútbol sala español de Rivas-Vaciamadrid, Comunidad de Madrid. Fue fundado en 2015. Actualmente juega en la Segunda División B de la LNFS. El club es reconocido por su gran trabajo en las categorías de base, participando en todas las categorías.

## Historia
El club nace en 2015 producto de la unificación de los dos clubes de fútbol sala de Rivas-Vaciamadrid. Por una parte, el Club Deportivo Rivas Atlantis, fundado en 1995 y el Club Deportivo Rivas95, fundado en 2008. Dicha unificación es registrada oficialmente el 18 de junio de 2015, tras la celebración de las correspondientes asambleas de disolución y fusión de ambas entidades, cuyo acuerdo es aprobado por unanimidad.
Comienza su historia deportiva en Segunda División B con la plaza que tenía en la categoría el Rivas95. En su primera temporada de vida obtuvo el título de liga, aunque se pierde el playoff de ascenso. La temporada siguiente repite título de campeón y finalmente consigue ganar el playoff de ascenso. Desde la temporada 2016-17 participa en Segunda División.

## Plantilla 2019-20[2]
|    | Nac.      | Nombre                     | Sobrenombre    | Puesto  |
| -- | --------- | -------------------------- | -------------- | ------- |
| 13 | España    | Eric Lanzina Martinez      | ERIC LANZINA   | Portero |
| 25 | España    | Javier Fernandez Gil       | FERNANDEZ      | Portero |
| 2  | España    | Álvaro Cuadradro Gómez     | ALVARO         | Cierre  |
| 9  | España    | Pablo Moreno               | Pablo Moreno   | Cierre  |
| 19 | España    | Pablo Nieto                | PABLO NIETO    | Cierre  |
| 4  | España    | Jaime Chamizo Garcia       | JAIME CHAMIZO  | Ala     |
| 5  | España    | Jose Luis Ballano Coca     | BALLANO        | Ala     |
| 7  | España    | Álvaro Galende Ortega      | GALENDE        | Ala     |
| 8  | Marruecos | Jorge Lazaro Magan         | JORGE LAZARO   | Ala     |
| 10 | España    | Daniel Gómez Sanchez       | DANI GOMEZ     | Ala     |
| 12 | España    | Miguel Sanchez Fernandez   | MIGUEL         | Ala     |
| 23 | España    | Adrian Oro Gonzalez        | ADRI ORO       | Ala     |
| 30 | España    | Sergio Vizuete Rodríguez   | RUBIO          | Ala     |
| 33 | España    | Victor Pines del Agua      | PINES          | Ala     |
| 3  | España    | Alberto Pezuela Domínguez  | ALBERTO        | Pivot   |
| 9  | España    | Miguel Rubio Villa         | MIGUEL RUBIO   | Pivot   |
| 14 | España    | Jorge Palacios Garcia      | JORGE PALACIOS | Pivot   |
| 17 | España    | Adrian Cifuentes Fernandez | CIFU           | Pivot   |

Entrenador:  Carlos Sanchez

## Trayectoria histórica
| Temporada | División           | Posición |
| --------- | ------------------ | -------- |
| 2014-15   | Segunda División B | 1º       |
| 2015-16   | Segunda División B | 1º       |
| 2016-17   | Segunda División   | 11º      |
| 2017-18   | Segunda División   | 8º       |

| Temporada | División         | Posición |
| --------- | ---------------- | -------- |
| 2018-19   | Segunda División | 9º       |
| 2019-20   | Segunda División | 16º      |
| 2020-21   | Segunda División |          |

- 5 temporadas en Segunda División
- 2 temporada en Segunda División B

## Palmarés
- Segunda División B: 2 (2014-2015), (2015-16)